# Cæcilie (film)
Cæcilie er en dansk kortfilm fra 1968 instrueret af Hans-Erik Philip.

## Handling
Denne artikel mangler et handlingsreferat. Hjælp os med at skrive det.